# (200201) 1999 RY250
(200201) 1999 RY250 es un asteroide perteneciente al cinturón de asteroides, descubierto el 5 de septiembre de 1999 por el equipo del Spacewatch desde el Observatorio Nacional de Kitt Peak, Arizona, Estados Unidos.

## Designación y nombre
Designado provisionalmente como 1999 RY250.

## Características orbitales
1999 RY250 está situado a una distancia media del Sol de 2,600 ua, pudiendo alejarse hasta 2,838 ua y acercarse hasta 2,361 ua. Su excentricidad es 0,091 y la inclinación orbital 2,904 grados. Emplea 1531,46 días en completar una órbita alrededor del Sol.

## Características físicas
La magnitud absoluta de 1999 RY250 es 16,6.